# Pendleton Round-Up

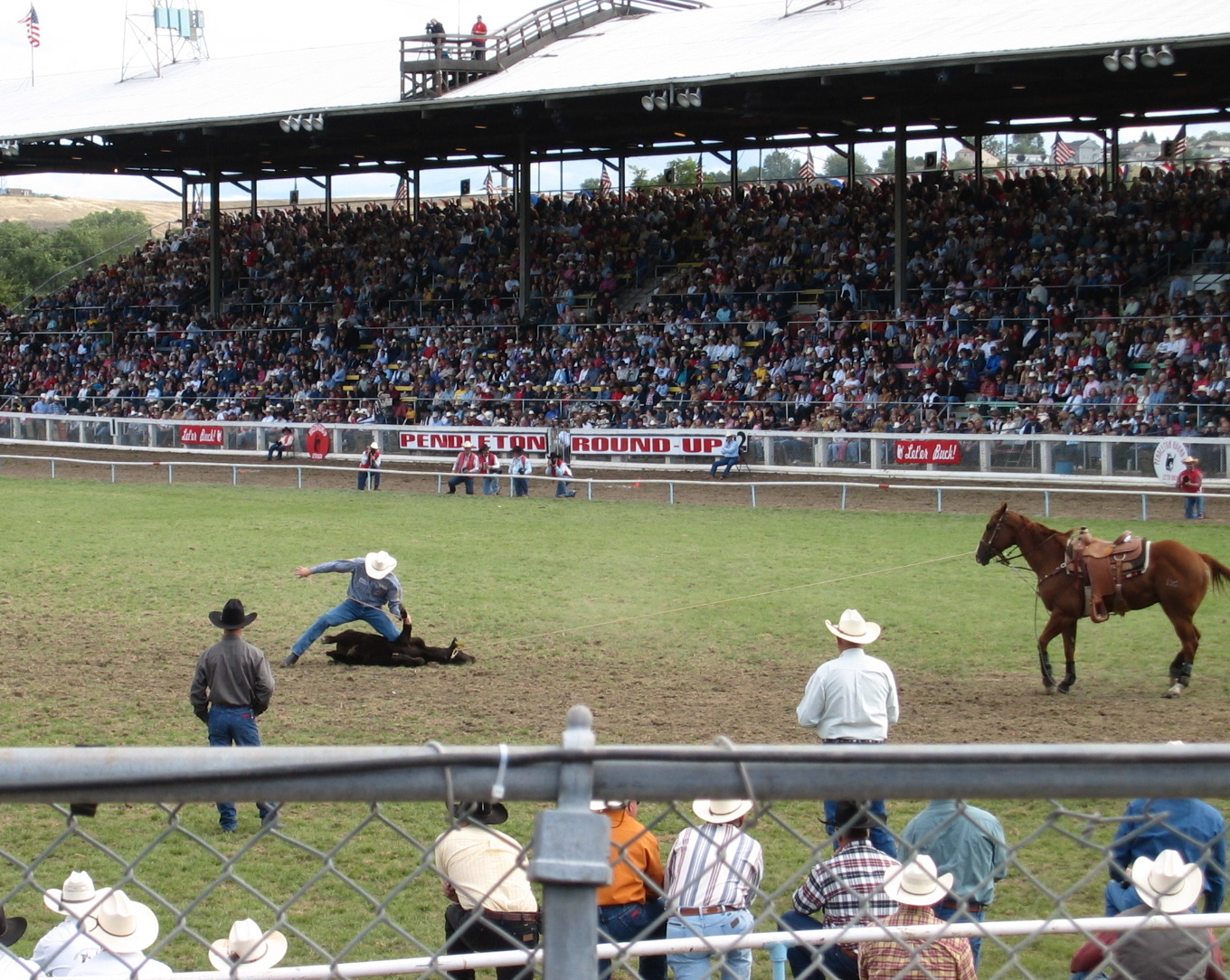
Capture du veau au lasso au Pendleton Round-Up

Le Pendleton Round-Up est un rodéo tenu à Pendleton (Oregon) aux États-Unis durant la deuxième semaine complète de septembre chaque année depuis 1910. Le rodéo amène approximativement 50 000 personnes chaque année dans la ville. Le Pendleton Round-Up fait partie de la Professional Rodeo Cowboys Association.
La compétition a été incorporée en tant qu'association à but non lucratif le 29 juillet 1910 sous le nom « Northwestern Frontier Exhibition Association ». Le rodéo était initialement la création de ranchers locaux conduits par Herman Rosenberg.

## Épreuves
Il y a 10 épreuves dans lesquelles les cow-boys (et cow-girls dans le Barrel Racing) de tous les États-Unis et du Canada concourent :
- Bareback riding
- Saddle bronc riding
- Calf Roping
- Team roping
- Steer wrestling
- Barrel racing
- Steer roping
- Brahma bull riding
- Indian relay races
- Wild cow milking

## La semaine duRound-Up
Chaque semaine de Round-Up commence avec la Dress Up Parade, le samedi avant le rodéo, dans laquelle différents groupes partout dans l'est de l'Oregon, comme les scouts, le Children's Rodeo, et beaucoup d'entreprises locales construisent des chars et concourent pour la première place.
Le vendredi se tient la parade Westward Ho!, dans laquelle chaque participant doit être dans un véhicule non motorisé. La plupart sont d'authentiques roulottes et calèches, bien que certains choisissent de venir à cheval ou à pied.
Ensuite le lundi et le mardi avant que le rodéo ne commence, les Professional Bull Riders viennent se mesurer dans l'arène Happy Canyon.
Le mercredi commencent le Round-Up et le Happy Canyon.

## ParadeGrand Entry

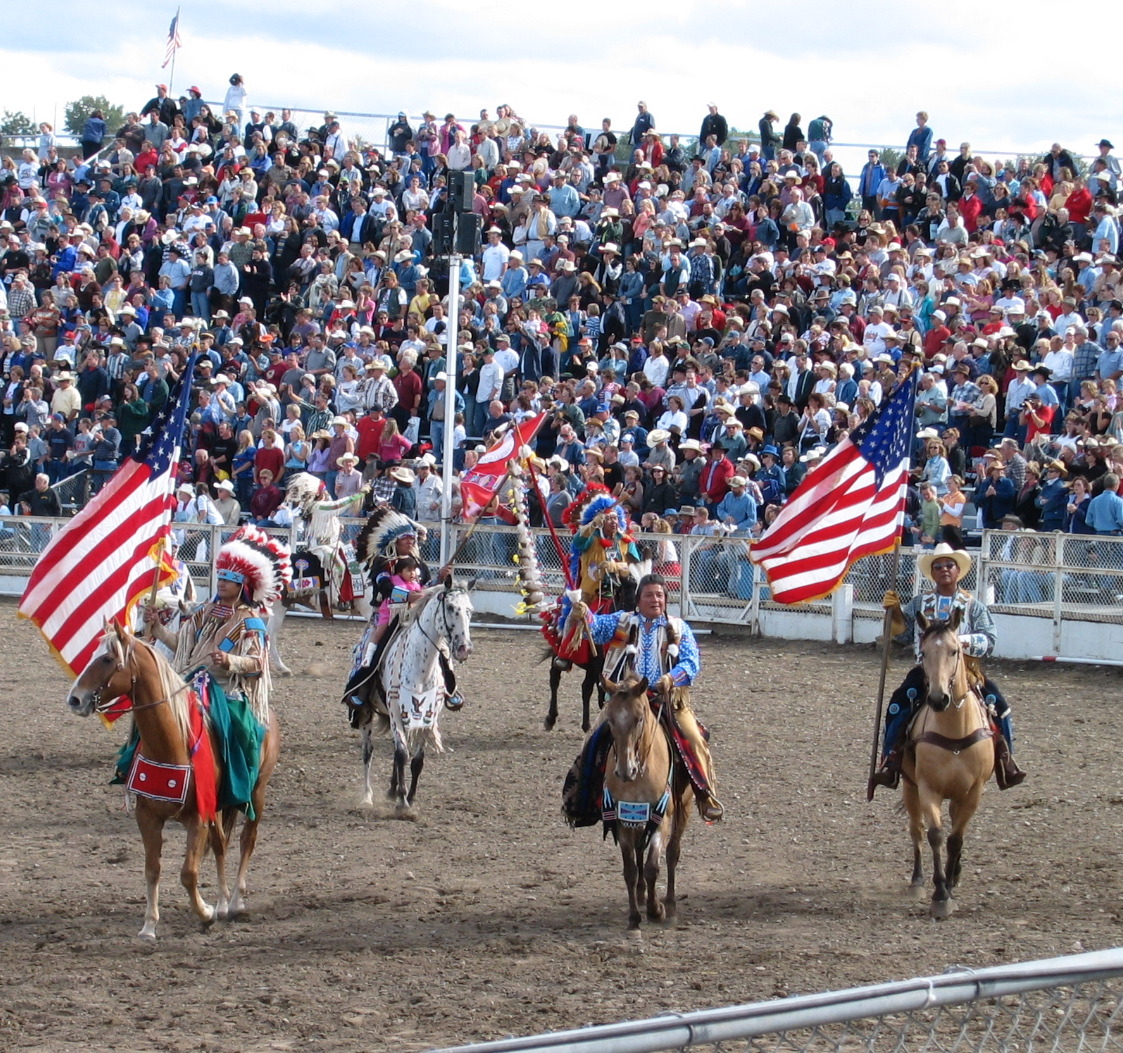
Parade Grand Entry

Le rodéo commence avec des porte-drapeau à cheval ; le drapeau des États-Unis, le drapeau de l'Oregon, le drapeau du Canada et celui des Confederated Tribes of the Umatilla Indian Reservation. Puis la Reine du Round-Up et sa cour galopent à toute vitesse, exécutent deux sauts et s'arrêtent juste devant la clôture en face de la grande tribune Sud.

## Personnel
L'annonceur actuel du Pendleton Round-Up est Wayne Brooks, tandis que les bullfighters sont Joe Baumgartner, Lloyd Ketchum et Keith Isley.